# Liste bekannter Burschenschafter
Diese Liste bekannter Burschenschafter verzeichnet bekannte Burschenschafter, unabhängig vom Korporationsverband.

## Liste

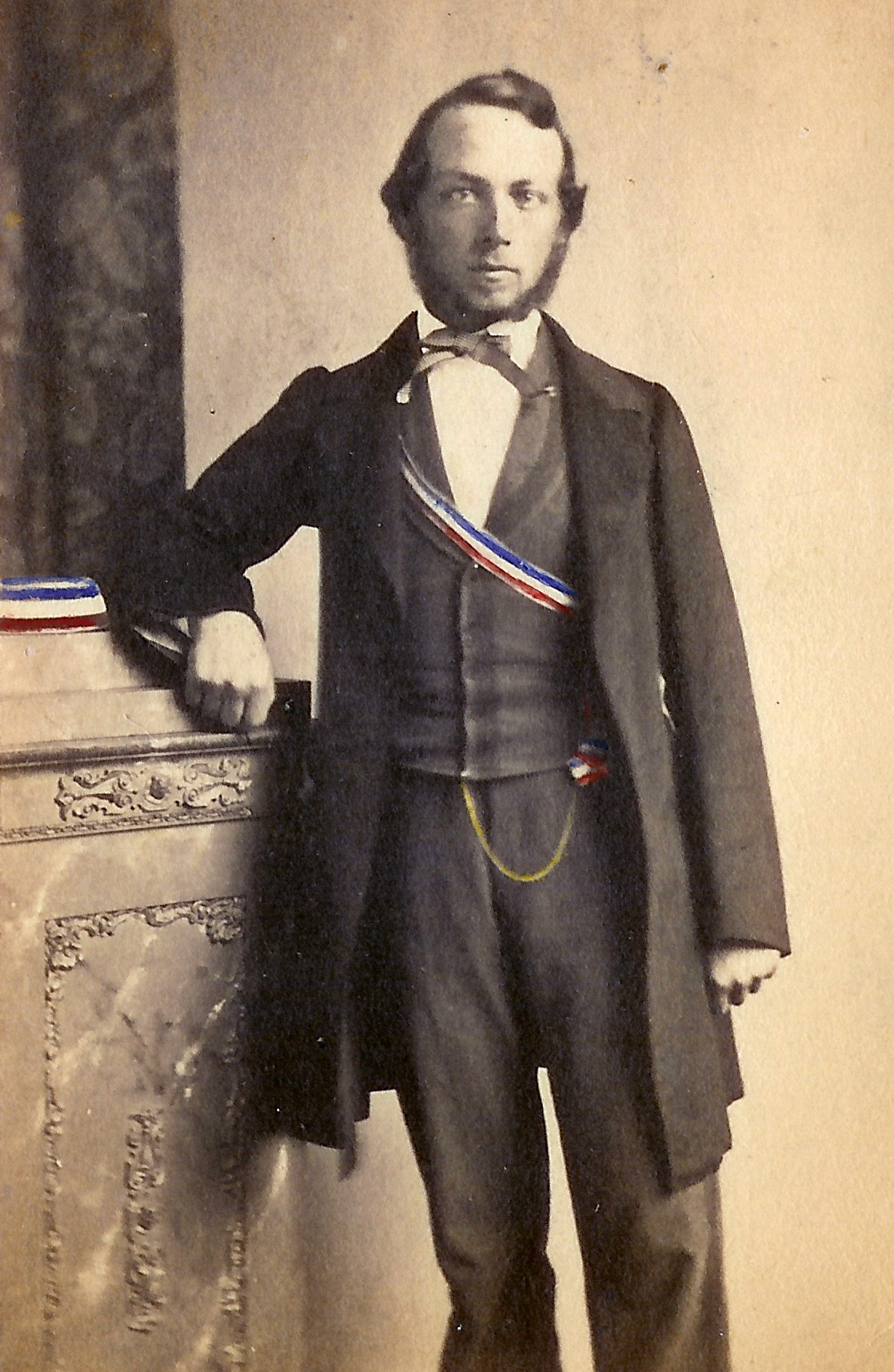
Carl Graebe

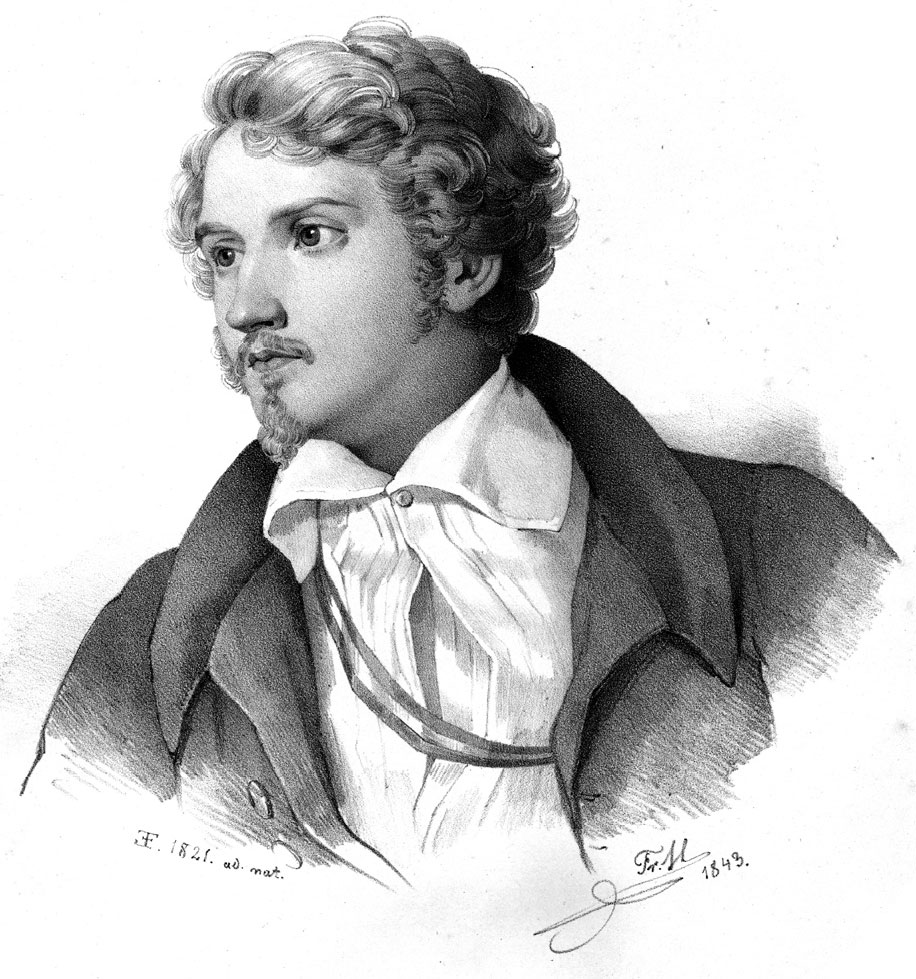
Justus von Liebig

Arnold Sommerfeld

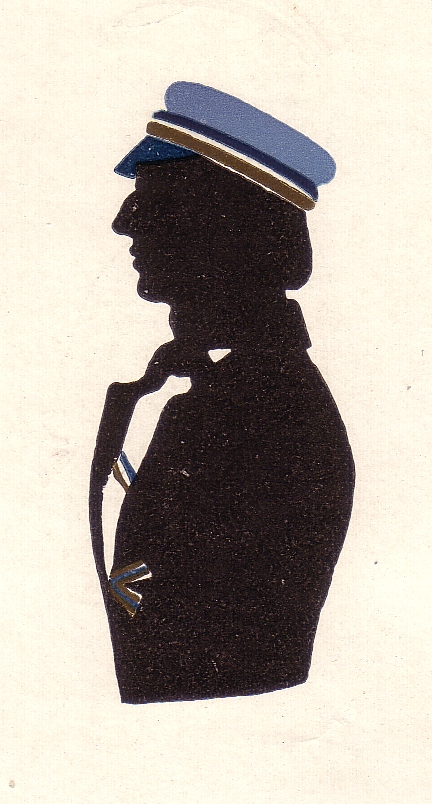
Joseph Victor von Scheffel

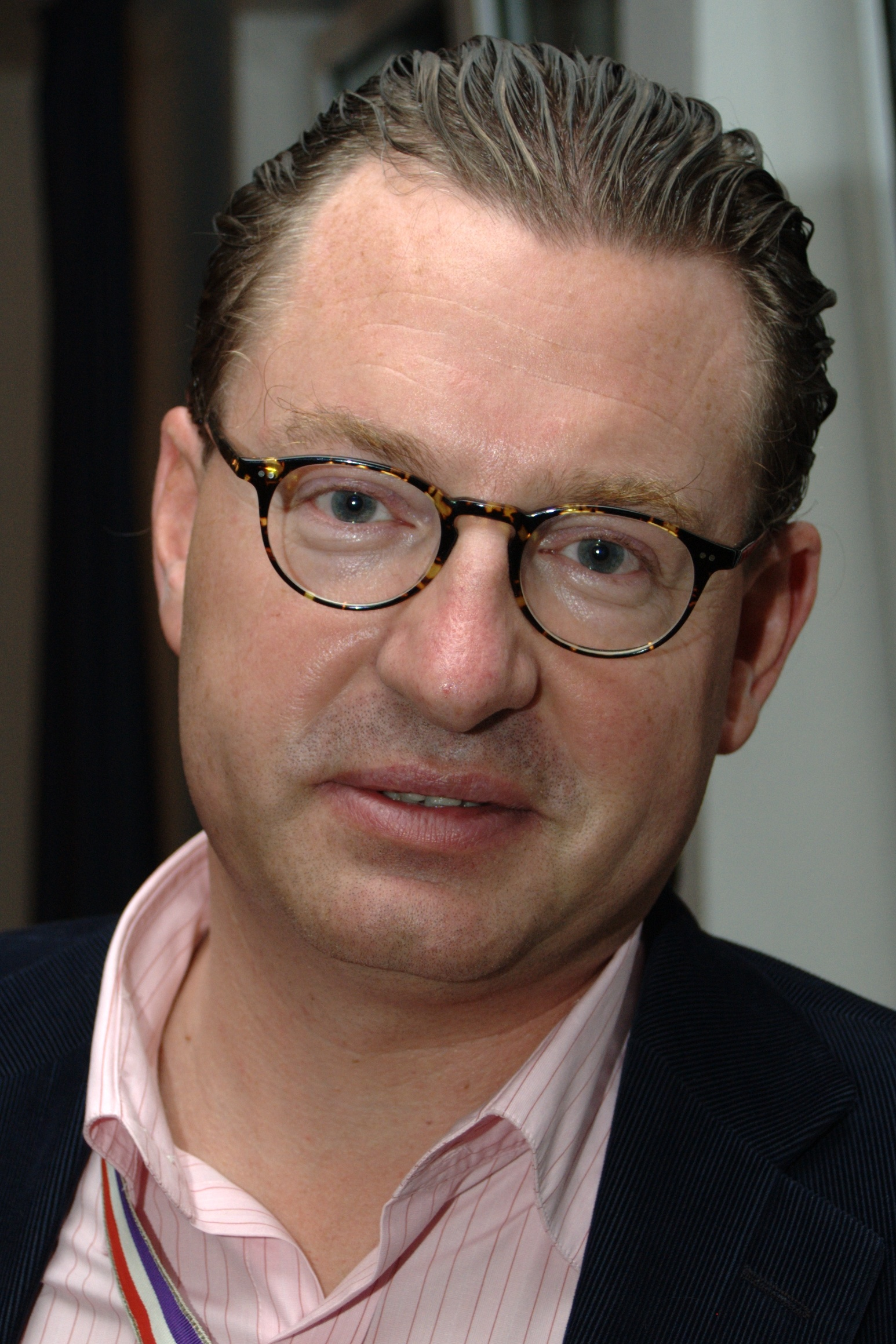
Kai Diekmann

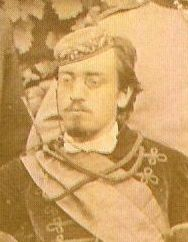
Raphael Pacher

### Mediziner und Naturwissenschaftler
- Dietrich Barfurth (1849–1927), Anatom; Burschenschaft Brunsviga Göttingen, Burschenschaft Alemannia Bonn und Burschenschaft Obotritia Rostock
- Hans Berger (1873–1941), Psychiater, entwickelte das Elektroencephalogramm (EEG); Burschenschaft Arminia auf dem Burgkeller Jena
- Kurt Beringer (1893–1949), Neurologe, Psychiater und Hochschullehrer, Pionier der Drogenforschung und Psychonautik; Burschenschaft Allemannia Heidelberg
- Carl Bosch (1874–1940), Chemiker und Industrieller, Nobelpreis in Chemie; Berliner Burschenschaft Cimbria
- Max Cremer (1865–1935), Physiologe und Hochschullehrer; Münchener Burschenschaft Franco-Bavaria, Burschenschaft Adelphia Würzburg
- Hans Gerhard Creutzfeldt (1885–1964), deutscher Neurologe und Mitentdecker der Creutzfeldt-Jakob-Krankheit
- Irmfried Eberl (1910–1948), NS-Euthanasiearzt und 1. Kommandant des Vernichtungslagers Treblinka; Burschenschaft Germania Innsbruck
- Wilhelm Exner (1840–1931), Forstwissenschaftler; Wiener akademische Burschenschaft Olympia
- Hans Fischer (1881–1945), Chemiker, Nobelpreis für Chemie 1930; Burschenschaften Alemannia Marburg und Alemannia Stuttgart
- Hans Geiger (1882–1945), Physiker, Erfinder des Geigerzählers; Burschenschaft der Bubenreuther Erlangen
- Carl Graebe (1841–1927), Chemiker, ermittelte die chemische Struktur des Farbstoffs Alizarin
- Bernhard von Gudden (1824–1886), Professor für Psychiatrie und psychiatrischer Gutachter König Ludwigs II. von Bayern; Bonner Burschenschaft Frankonia
- Dieter Harms (* 1935), Pathologe und Professor für Kinderpathologie, Marburger Burschenschaft Rheinfranken
- Kurt Heißmeyer (1905–1967), Arzt im Konzentrationslager Neuengamme, Marburger Burschenschaft Arminia
- Heinrich Hertz (1857–1894), Physiker; Burschenschaft Cheruscia Dresden
- Helmut Himpel (1907–1943), Widerstandskämpfer im Dritten Reich; Karlsruher Burschenschaft Germania (heute Teutonia)
- Ludolf von Krehl (1861–1937), Mediziner; Burschenschaft Frankonia Heidelberg
- Widukind Lenz (1919–1995), Humangenetiker; Burschenschaft Germania Tübingen
- Justus von Liebig (1803–1873), Chemiker, Begründer der organischen Chemie; Bonner und Erlanger Urburschenschaft
- Otto Loewi (1873–1961), Mediziner; Burschenschaft Germania Straßburg
- Carl Mühlenpfordt (1878–1944), Architekt; Braunschweiger Burschenschaft Alemannia
- Felix Oberländer (1851–1915), Professor an der TU Dresden, Begründer der modernen Urologie; Leipziger Burschenschaft Dresdensia
- Erich Rix (1900–1964), Pathologe und Hochschullehrer, Burschenschaft Sigambria Marburg, Burschenschaft Thuringia Göttingen, Marburger Burschenschaft Rheinfranken
- Carl-Heinz Rodenberg (1904–1995), Psychiater und Nervenarzt, wissenschaftlicher Leiter der Reichszentrale zur Bekämpfung der Homosexualität und Abtreibung, Marburger Burschenschaft Germania
- Hans Joachim Sewering (1916–2010), Arzt, Internist und ärztlicher Standespolitiker; Münchener Burschenschaft Franco-Bavaria
- Arnold Sommerfeld (1868–1951), Atomphysiker; Burschenschaft Germania Königsberg
- Klaus Steinbrück (1939–2023), Orthopäde, Pionier der deutschen Sportmedizin; Freiburger Burschenschaft Saxo-Silesia

### Ingenieure, Unternehmer und Industrielle
- Kurt Bock (* 1958), Vorstandsvorsitzender und Aufsichtsratsvorsitzender von BASF; Münsterer Burschenschaft Franconia
- Adolf Daimler (1871–1913), Sohn Gottlieb Daimlers, Direktor und Mitinhaber der Daimler-Motoren-Gesellschaft; Burschenschaft Hilaritas Stuttgart
- August Föppl (1854–1924), Ingenieur; Alte Darmstädter Burschenschaft Germania
- Gerhard Heimerl (1933–2021), Ingenieur, Verkehrswissenschaftler und Erfinder von Stuttgart 21; Münchener Burschenschaft Franco-Bavaria, Burschenschaft Hilaritas Stuttgart
- Ernst Heinrich Heinkel (1888–1958), Flugzeugbauer; Stuttgarter Burschenschaft Ghibellinia
- Karl Innerebner (1870–1970), Bauingenieur; Grazer akad. Burschenschaft Rhaetogermania, Grazer akad. Burschenschaft Cheruskia
- Hanns Jencke (1843–1910), Direktoriumsvorsitzender der Firma Krupp und Vorsitzender des Centralverbandes Deutscher Industrieller; Leipziger Burschenschaft Dresdensia
- Alfred Kärcher (1901–1959), Maschinenbauer; Burschenschaft Alemannia Stuttgart
- Georg Knorr (1859–1911), Ingenieur und Unternehmer, Erfinder der Knorr-Bremse; Braunschweiger Burschenschaft Thuringia
- Hartmut Mehdorn (* 1942), Industriemanager und Maschinenbauingenieur, ehemaliger Vorstandsvorsitzender der Deutschen Bahn; Burschenschaft Frankonia Berlin
- Otto Meitinger (1927–2017), Architekt, Präsident der TU München; Münchener Burschenschaft Stauffia
- Waldemar Petersen (1880–1946), Erfinder der Petersenspule; Burschenschaft Germania Darmstadt
- Ferdinand Porsche (1875–1951), Automobilbauer; Wiener akademische Burschenschaft Bruna Sudetia (Ehrenmitglied)
- Franz Reuleaux (1829–1905), Ingenieur, Begründer der Kinematik; Karlsruher Burschenschaft Teutonia
- Albrecht Schumann (1911–1999), Ingenieur, Vorstandsvorsitzender von Hochtief; Karlsruher Burschenschaft Teutonia
- Walther Wunsch (1900–1982), Ingenieur, Vorstandsmitglied der Ruhrgas AG; Karlsruher Burschenschaft Germania (heute Teutonia)

### Geisteswissenschaftler und Juristen
- Julius von Ficker Ritter von Feldhaus (1826–1902), Rechtshistoriker; Bonner Burschenschaft Frankonia
- Reinhard von Frank (1860–1934), bedeutender Strafrechtler (Franksche Formel), Burschenschaft Germania Marburg und Burschenschaft Derendingia Tübingen
- Oswald Hauser (1910–1987), Historiker, Philologe, Hochschullehrer; Marburger Burschenschaft Hercynia, Marburger Burschenschaft Rheinfranken
- Martin Hellwig (* 1949), Volkswirt und Hochschullehrer, Marburger Burschenschaft Rheinfranken
- Hermann Höpker-Aschoff (1883–1954) (FDP), erster Präsident des Bundesverfassungsgerichts; Burschenschaft Arminia auf dem Burgkeller Jena
- Theodor von Kobbe (1798–1845), Jurist, Menschenrechtler und Schriftsteller; Jenaer Urburschenschaft
- Friedrich Meinecke (1862–1954), Historiker; Burschenschaft Saravia Berlin
- Theodor Mommsen (1817–1903), Historiker und Nobelpreisträger in Literatur; Burschenschaft Albertina Kiel
- Wilhelm Oncken (1838–1905), Historiker; Burschenschaft Frankonia zu Heidelberg
- Franz Oppenheimer (1864–1943), Nationalökonom und Soziologe; Burschenschaften Alemannia Freiburg und Hevellia Berlin
- Karl Sack (1896–1945), Richter am Reichskriegsgericht, Widerstandskämpfer gegen den Nationalsozialismus; Burschenschaft Vineta Heidelberg
- Eduard von Simson (1810–1899), Präsident der Frankfurter Nationalversammlung 1848–49, Präsident des Reichsgerichts, Burschenschaftliche Allgemeinheit Königsberg
- Friedrich Julius Stahl (1802–1861), Rechtsphilosoph und Politiker
- Lorenz von Stein (1815–1890), Staatsrechtler und Soziologe
- Ferdinand Tönnies (1855–1936), Begründer der Soziologie in Deutschland; Burschenschaft Arminia auf dem Burgkeller Jena
- Heinrich von Treitschke (1834–1896), Historiker und Publizist; Bonner Burschenschaft Frankonia
- Max Weber (1864–1920), Soziologe, Nationalökonom und Wirtschaftshistoriker; Burschenschaft Allemannia Heidelberg
- Heinrich Weber-Grellet (* 1948), Steuerjurist, Hochschullehrer, Vorsitzender Richter am Bundesfinanzhof, Marburger Burschenschaft Rheinfranken

### Dichter, Schriftsteller, Musiker und Journalisten
- Kai Diekmann (* 1964), Journalist, Chefredakteur der Bild; Münsterer Burschenschaft Franconia
- August Heinrich Hoffmann von Fallersleben (1798–1874), Germanist und Dichter; Alte Göttinger Burschenschaft
- Walter Flex (1887–1917), Dichter der Jugendbewegung, gefallen im Ersten Weltkrieg; Burschenschaft der Bubenreuther Erlangen
- Robert Hohlbaum (1886–1955), Bibliothekar und Schriftsteller, Burschenschaften Stiria Graz, Carniola Graz, Carolina Prag zu München
- Julius Mosen (1803–1867), Dichter und Schriftsteller; Jenaische Urburschenschaft
- Friedrich Nietzsche (1844–1900), Philosoph; Bonner Burschenschaft Frankonia (ausgetreten)
- Philip Plickert (* 1979), Journalist der FAZ; Münchener Burschenschaft Arminia-Rhenania
- Fritz Reuter (1810–1874), niederdeutscher Schriftsteller; Jenaische Urburschenschaft, Burschenschaft Germania Jena
- Othmar Rieger (1904–1966), Germanist, Lehrer und Dichter; Burschenschaft Ostmark Wien, Burschenschaft Alania Wien
- Joseph Victor von Scheffel (1826–1886), Schriftsteller; Burschenschaft Frankonia zu Heidelberg
- Robert Schumann (1810–1856), Komponist und Pianist der Romantik; Burschenschaft Markomannia Leipzig, Corps Saxo-Borussia Heidelberg
- Theodor Storm (1817–1888), Jurist und Schriftsteller; Burschenschaft Albertina Kiel
- Ludwig Uhland (1787–1862), Dichter und Literaturwissenschaftler; Burschenschaft Germania Tübingen

### Offiziere
- Wilhelm Albrecht (1905–1993), Generaloberstabsarzt, Inspekteur des Sanitäts- und Gesundheitswesens, Marburger Burschenschaft Alemannia
- Wilhelm Antrup (1910–1984), Brigadegeneral, Träger des Ritterkreuzes mit Eichenlaub, Danziger Burschenschaft Germania
- Franz Bäke (1898–1978), Generalmajor, Träger des Ritterkreuzes, Burschenschaft Germania Würzburg
- Friedrich Beermann (1912–1975), Brigadegeneral der Bundeswehr, Mitglied des Deutschen Bundestages (SPD), Königsberger Burschenschaft Gothia
- Ehrenfried Oskar Boege (1889–1965), General der Infanterie, Träger des Ritterkreuzes mit Eichenlaub, Münchener Burschenschaft Cimbria, Greifswalder Burschenschaft Rugia
- Hansdieter Christmann (1933–2008), Flottillenadmiral, Burschenschaft Allemannia Heidelberg
- Fritz Freitag (1894–1945), SS-Brigadeführer und Generalmajor der Waffen-SS, Burschenschaft Alemannia Königsberg
- Volker Grabarek (* 1937), Generalstabsarzt, Inspekteur des Sanitäts- und Gesundheitswesens, Burschenschaft Rheno-Arminia Heidelberg
- Hellmut Heim (1900–1986), Admiralarzt der Kriegsmarine, Burschenschaft Germania Tübingen
- Herbert Hockemeyer (1909–1983), Generaloberstabsarzt, Inspekteur des Sanitäts- und Gesundheitswesens, Marburger Burschenschaft Alemannia
- Hermann Kaiser (1885–1945), Studienrat, Stabsoffizier, wg. Beteiligung am Hitler-Attentat hingerichtet; Burschenschaft der Pflüger Halle zu Münster
- Gustav Kastner-Kirdorf (1881–1945), General der Flieger, Träger des Deutschen Kreuzes in Silber, Berliner Burschenschaft Hevellia
- Günter Kießling (1925–2009), General, Befehlshaber der NATO-Landstreitkräfte; Burschenschaften Sugambria Bonn und Germania Bonn
- Alexander von Kluck (1846–1934), Generaloberst, Oberbefehlshaber der 1. Armee, Burschenschaft Neogermania Berlin, Burschenschaft Rheno-Marchia Münster (EB)
- Ernst Kupfer (1907–1943), Oberstleutnant, General der Schlachtflieger, Träger des Ritterkreuzes mit Eichenlaub und Schwertern, Burschenschaft Allemannia Heidelberg
- Heinz Lammerding (1905–1971), SS-Gruppenführer und Generalleutnant der Waffen-SS, Münchener Burschenschaft Rhenania
- Felix Graf von Luckner (1881–1966), Korvettenkapitän, Ritter des Ordens Pour le Mérite; Burschenschaft Normannia Heidelberg, Burschenschaft Rugia Hannover, Burschenschaft Cheruscia Königsberg, Burschenschaft Alsatia Braunschweig, Burschenschaft Rhenania Halle
- Karl Mauss (1898–1959), General der Panzertruppe, Träger des Ritterkreuzes mit Eichenlaub, Schwertern und Brillanten; Hamburger Burschenschaft Germania
- Willy Mücke (1888–1968), Admiralarzt, Burschenschaft Teutonia Jena
- Josef Punzert (1894–1968), Generalmajor, Träger des Deutschen Kreuzes in Gold, Grazer akad. Burschenschaft Germania, Wiener akad. Burschenschaft Moldavia
- Gerhard Schacht (1916–1972), Oberst, Militärattaché, Träger des Ritterkreuzes, Berliner Burschenschaft Franconia, Berliner Burschenschaft der Märker
- Otto Skorzeny (1908–1975), SS-Obersturmbannführer, Ritterkreuzträger, Leiter mehrerer Kommandounternehmen; Akademische Burschenschaft Markomannia Wien
- Karl Spalcke (1891–1967), Generalmajor, deutscher Militärattaché im Königreich Rumänien
- Erich Topp (1914–2005), U-Boot-Kommandant, Träger des Ritterkreuzes mit Eichenlaub und Schwertern, Konteradmiral der Bundesmarine, Burschenschaft Teutonia Kiel
- Kurt Versock (1895–1963), General der Gebirgstruppe, Träger des Ritterkreuzes, Burschenschaft Arminia Leipzig
- Claus Voss (1929–2015), Generaloberstabsarzt, Inspekteur des Sanitäts- und Gesundheitswesens, Münchener Burschenschaft Arminia
- Gerhard Wachter (1929–2004), Generalleutnant, Präsident der Hochschule der Bundeswehr München, Hannoversche Burschenschaft Alt-Germania
- Josias Erbprinz zu Waldeck und Pyrmont (1896–1967), SS-Obergruppenführer und General der Waffen-SS, Burschenschaft Teja-Bavaria München

### Politiker
- Franz Adickes (1846–1915), Oberbürgermeister von Frankfurt/Main. Burschenschaft Alemannia Heidelberg
- Victor Adler (1852–1918), Politiker, Begründer der Sozialdemokratischen Arbeiterpartei Österreichs; Burschenschaft Arminia Wien
- Dirk Bamberger (* 1972), Bankkaufmann, Mitglied des Hessischen Landtags (CDU) seit 2019; Marburger Burschenschaft Arminia
- Christoph Birghan (* 1970), Biologe und Patentanwalt, Mitglied des Bundestages (AfD) seit 2025; Berliner Burschenschaft Gothia, Burschenschaft Markomannia Aachen Greifswald
- Robert Blum (1807–1848), Politiker, Abgeordneter der Frankfurter Nationalversammlung; Leipziger Burschenschaft Germania (Ehrenmitglied)
- Torben Braga (* 1991), Politikwissenschaftler, Mitglied des Bundestages (AfD) seit 2025, Mitglied des Thüringer Landtags 2019–2025; Jenaische Burschenschaft Germania, Marburger Burschenschaft Germania
- Rudolf Breitscheid (1874–1944), sozialdemokratischer Politiker; Burschenschaft Arminia Marburg
- Eberhard Diepgen (* 1941) (CDU), ehemaliger Regierender Bürgermeister Berlins; Burschenschaft Saravia Berlin
- Hermann Dietrich (1879–1954), Politiker der Deutschen Demokratischen Partei und Minister in der Weimarer Republik; Burschenschaft Arminia Strassburg
- Klaus Eberhardt (* 1956), Oberbürgermeister von Rheinfelden (SPD), Alte Breslauer Burschenschaft der Raczeks zu Bonn
- Friedhelm Farthmann (1930–2024), (SPD), ehemaliger Staatsminister für Arbeit und Soziales in NRW, Fraktionsvorsitzender; Königsberger Burschenschaft Gothia zu Göttingen
- Heinrich Freiherr von Gagern (1799–1880), erster Präsident der Frankfurter Nationalversammlung; Jenaische Urburschenschaft
- Alexis Giersch (* 1963), Diplom-Ingenieur, Mitglied des Bundestages (AfD) seit 2025; Burschenschaft Elektra Teplitz zu München (ausgeschieden), Burschenschaft Dresdensia-Rugia Gießen, Hamburger Burschenschaft Germania
- Ferdinand Goetz (1826–1915), Arzt, Politiker, Vorstandsvorsitzender der Deutschen Turnerschaft; Leipziger Burschenschaft Germania
- Stefan Gruhner (* 1984), Chef der Thüringer Staatskanzlei und Minister für Bundes- und Europaangelegenheiten, Sport und Ehrenamt (CDU) seit 2024; Burschenschaft Teutonia Jena
- Dieter Haack (* 1934) (SPD), ehemaliger Bundesbauminister; Burschenschaft der Bubenreuther zu Erlangen
- Christian Hafenecker (* 1980) (FPÖ), FPÖ-Generalsekretär, Abgeordneter zum Nationalrat; Burschenschaft Nibelungia zu Wien
- Jörg Haider (1950–2008) (FPÖ, BZÖ), Landeshauptmann von Kärnten; Burschenschaft Silvania Wien, Akademische Burschenschaft Südmark Wien
- Ernst von Harnack (1888–1945), sozialdemokratischer Politiker, als Widerstandskämpfer 1945 hingerichtet, Burschenschaft Germania Marburg
- Matthias Helferich (* 1988), Rechtsanwalt, Mitglied des Bundestages (AfD) seit 2021; Bonner Burschenschaft Frankonia (2021 ausgeschlossen)
- Fritz Hellwig (1912–2017), Bundestagsabgeordneter (CDU) 1953–1959, Vizepräsident der EG-Kommission 1967–1970, Marburger Burschenschaft Rheinfranken
- Theodor Herzl (1860–1904), Begründer des politischen Zionismus; Burschenschaft Albia Wien (ausgetreten und später Mitglied der jüdischen Verbindung Kadimah)
- Hermann Höcherl (1912–1989) (CSU), Bundesinnenminister; Burschenschaft Babenbergia München
- Max Hummeltenberg (1913–2004), Psychologe, Chef des Protokolls des MfAA der DDR (NDPD) 1956–1958, Marburger Burschenschaft Rheinfranken
- Karl Jarres (1874–1951) (DVP), Oberbürgermeister von Duisburg, Kandidat für die Reichspräsidentenwahl 1925; Burschenschaft Alemannia Bonn
- Ernst Kaltenbrunner (1903–1946) (NSDAP), Leiter des Reichssicherheitshauptamtes; Burschenschaft Arminia Graz
- Reiner Klimke (1936–1999), Dressurreiter, mehrfacher Olympiasieger, Politiker (CDU); Burschenschaft der Pflüger Halle zu Münster
- Enrico Komning (* 1968), Rechtsanwalt, Mitglied des Bundestages (AfD) seit 2017; Greifswalder Burschenschaft Rugia
- Siegmund Kunisch (1900–1978), Mitglied des Reichstags (NSDAP) 1933, Ministerialdirektor im Reichserziehungsministerium, Marburger Burschenschaft Arminia
- Peter Kurth (* 1960), Finanzsenator des Landes Berlin (CDU) 1999–2001; Berliner Burschenschaft Gothia
- Ferdinand Lassalle (1825–1864), Publizist und Arbeiterführer, einer der Gründerväter der SPD; Alte Breslauer Burschenschaft der Raczeks
- Sebastian Lechner (* 1980), Mitglied des Niedersächsischen Landtags, Landesvorsitzender der CDU Niedersachsen; Straßburger Burschenschaft Arminia zu Tübingen
- Wilhelm Adolph Lette (1799–1868), deutscher Sozialpolitiker, Gründer des Lette-Vereins Berlin; Teutonia Heidelberg 1816 und Mitgründer der Berliner Burschenschaft Arminia 1818[1]
- Franz Mehring (1846–1919) (SPD, KPD), Politiker, marxistischer Historiker; Leipziger Burschenschaft Dresdensia
- Otto Meissner (1880–1953), Leiter des Büros des Reichspräsidenten von 1919 bis 1945; Alte Straßburger Burschenschaft Germania
- Johann Georg Mönckeberg (Politiker, 1839) (1839–1908), Erster Bürgermeister der Freien und Hansestadt Hamburg 1890–1908; Burschenschaft Frankonia Heidelberg
- Karsten Möring (* 1949), Mitglied des Bundestages (CDU) 2013 bis 2021, Burschenschaft Wartburg Köln, Leipziger Burschenschaft Germania
- Hans Mühlenfeld (1901–1969), Botschafter in den Niederlanden und Australien, 1963 bis 1965 Kultusminister von Niedersachsen; Burschenschaft Hannovera Göttingen
- Carl L. Nippert (1852–1904), Vizegouverneur des Staates Ohio; Karlsruher Burschenschaft Teutonia
- Benjamin Nolte (* 1982), Wirtschaftsingenieur, Mitglied des Bayrischen Landtags (AfD) seit 2023; Brünner Burschenschaft Libertas zu Aachen (ausgeschieden), Münchener Burschenschaft Danubia
- Hermann Oeser (1899–1969), Apotheker, Reichsredner der NSDAP; Burschenschaft Sigambria Marburg, Marburger Burschenschaft Rheinfranken
- Raphael Pacher (1857–1936), Landeshauptmann von Deutschböhmen, Staatssekretär für Unterricht in Deutsch-Österreich; Burschenschaft Teutonia Prag
- Eugen Philippovich von Philippsberg (1858–1917), Nationalökonom, Arminia Graz
- Friedrich Rainer (1903–1947), Notar, Mitglied des Reichstags (NSDAP), Gauleiter und Reichsstatthalter von Salzburg und Kärnten; Burschenschaft Ostmark Graz
- Peter Ramsauer (* 1954) (CSU), Bundesminister für Verkehr, Bau und Stadtentwicklung; Münchener Burschenschaft P.C. Apollo, Münchener Burschenschaft Franco-Bavaria
- Georg Heinrich Ritter von Schönerer (1842–1921), deutschnationaler und antisemitischer Politiker in Österreich; Wiener akademische Burschenschaft Teutonia, Innsbrucker akademische Burschenschaft Germania
- Carl Schurz (1829–1906), Teilnehmer an der Revolution von 1848; Generalmajor im Amerikanischen Bürgerkrieg, Innenminister der USA; Bonner Burschenschaft Frankonia
- Theodor Sonnemann (1900–1987), Staatssekretär, Präsident des Genossenschafts- und Raiffeisenverbands; Burschenschaft Holzminda Göttingen
- Markus Söder (* 1967) (CSU), Ministerpräsident; Burschenschaft Teutonia Nürnberg
- Edmund Stengel (1845–1935), Romanist, Reichstagsabgeordneter (FVp) 1907–1911, Marburger Burschenschaft Rheinfranken
- Gustav Stresemann (1878–1929), Reichskanzler und Außenminister, Friedensnobelpreisträger; Burschenschaften Neogermania Berlin und Suevia Leipzig
- Sigfried Uiberreither (1908–1984), Jurist, Gauleiter und Reichsstatthalter der Steiermark (NSDAP), Burschenschaft Cheruskia Graz
- Bernhard Vogel (1932–2025) (CDU), Ministerpräsident von Rheinland-Pfalz und von Thüringen; Burschenschaft Arminia Mainz (Ehrenmitglied)
- Adolf Wagner (1890–1944), Mitglied des Reichstags (NSDAP), Gauleiter von München-Oberbayern, Minister; Aachener Burschenschaft Teutonia
- Emil Welti (1825–1899), sechsfacher Schweizer Bundespräsident; Burschenschaft Arminia auf dem Burgkeller Jena
- Christian Wirth (* 1963), Rechtsanwalt, Mitglied des Bundestages (AfD) seit 2017; Burschenschaft Ghibellinia Prag in Saarbrücken, Burschenschaft Normannia Heidelberg
- Alexander Wolf (* 1967), Rechtsanwalt, Mitglied des Bundestages (AfD) seit 2025, Mitglied der Hamburger Bürgerschaft 2015–2025; Münchener Burschenschaft Danubia
- Christian Zaum (* 1969), Pädagoge, Mitglied des Bundestages (AfD) seit 2025; Marburger Burschenschaft Rheinfranken, Münchener Burschenschaft Cimbria

### Schauspieler und Künstler
- Rudolf Birkemeyer (1904–1991), Schauspieler, Burschenschaft Allemannia Heidelberg
- Kaspar Brüninghaus (1907–1971), Schauspieler und Hörspielsprecher, Burschenschaft Marchia Bonn
- Paul Dahlke (1904–1984), Schauspieler und Hörspielsprecher, Burschenschaft Schlägel und Eisen Clausthal
- Karl von Holtei (1798–1880), Schriftsteller, Schauspieler, Theaterregisseur, Alte Breslauer Burschenschaft
- Ferdinand Jäger (1871–1954), Konzert- und Opernsänger, Schauspieler, Wiener akademische Burschenschaft Olympia
- Heinz Klingenberg (1905–1959), Schauspieler, Synchron- und Hörspielsprecher, Tübinger Burschenschaft Derendingia
- Richard Ohnsorg (1876–1947), Philologe, Schauspieler, Theaterleiter, Hörspielsprecher und -regisseur, Marburger Burschenschaft Rheinfranken
- Karl Patonay (1838–1895), Schauspieler, Wiener akademische Burschenschaft Olympia
- Gustav Schliemann (1841–1873), Schauspieler, Burschenschaft Alemannia Bonn
- Carl Schreiner (1869–1931), Schauspieler, Prager Burschenschaft Arminia
- Lutz Schwiers (1904–1983), Schauspieler, Burschenschaft Rhenania München
- Oskar Sima (1896–1969), Theater- und Filmschauspieler, Wiener fachstudentische Burschenschaft Markomannia
- Rudolf Tyrolt (1848–1929), Schauspieler und Schriftsteller, Grazer akademische Burschenschaft Arminia

### Theologen
- Oskar Ackermann (1836–1913), lutherischer Pfarrer, kgl. sächsischer Oberhofprediger, Burschenschaft Dresdensia Leipzig
- Hartmut Bartmuß (* 1944), lutherischer Theologe, Hannoversche Burschenschaft Ghibellinia-Leipzig
- Gustav Friedrich Bauer (1881–1968), ev. Pfarrer und Historiker, Burschenschaft Alemannia Bonn
- Herwig Büchele (* 1935), kath. Theologe, Hochschullehrer, Innsbrucker akademische Burschenschaft Brixia
- Heinrich Förster (1799–1881), kath. Theologe, Fürstbischof von Breslau, (alte) Burschenschaft Arminia Breslau
- Emil Frommel (1828–1896), ev. Pfarrer, Schriftsteller, Prinzenerzieher, Burschenschaft Fürstenthal Halle, Burschenschaft Marcomannia Erlangen, Burschenschaft Germania Heidelberg, Alemannia auf dem Pflug (EM), Burschenschaft Germania Halle (EM)
- Hans-Gernot Jung (1930–1991), ev. Theologe, Bischof der Evangelischen Kirche Kurhessen-Waldeck, Marburger Burschenschaft Germania
- Paul Kleinert (1839–1920), ev. Theologe, Hochschullehrer, Oberkonsistorialrat, Burschenschaft Arminia Breslau
- Franz Obert (1828–1908), ev. Pfarrer, Schulreformer, Schriftsteller, Politiker, Burschenschaft Violetta Leipzig, Burschenschaft Dresdensia Leipzig
- Heinrich Sallentien (1825–1897), Konsistorialvizepräsident der Braunschweigischen Landeskirche, Jenaische Burschenschaft Germania
- Albert Schmidt (1893–1945), ev. Pfarrer, Mitglied der Bekennenden Kirche, Burschenschaft Alemannia Münster
- Heinrich Christian Schwan (1819–1905), lutherischer Pfarrer, Präsident der Lutheran Church-Missouri Synod, Jenaische Burschenschaft Germania
- Julius Smend (1857–1930), ev. Theologe, Hochschullehrer, Burschenschaft Alemannia Bonn
- Karl Steinbauer (1906–1988), ev.-luth. Theologe und Mitglied der Bekennenden Kirche; Burschenschaft Germania Erlangen
- Julius Thikötter (1832–1913), ev. Pfarrer und Schriftsteller, Burschenschaft Alemannia Bonn
- Friedrich Wilhelm Thümmel (1856–1928), ev. Theologe und Hochschullehrer, Burschenschaft Alemannia Bonn
- August Vilmar (1800–1868), konservativer lutherischer Theologe, Alte Marburger Burschenschaft Germania
- Johannes Vogel (1873–1933), ev. Theologe, kgl. preußischer Hofprediger; Berliner Burschenschaft Allemannia
- Heinemann Vogelstein (1841–1911), liberaler jüdischer Rabbiner, Burschenschaft Arminia Breslau
- Bernhard Weiss (1827–1918), ev. Theologe, Hochschullehrer, Bibelexeget, Hochhemia Königsberg